# Voćnjak
Voćnjak (Servisch cyrillisch Воћњак) is een plaats in de Servische gemeente Loznica. De plaats telt 1204 inwoners (2002).